# خربه الجوز
خربه الجوز (به عربی: خربة الجوز) یک روستا در سوریه است که در ناحیه بداما واقع شده‌است. خربه الجوز ۱٬۶۴۴ نفر جمعیت دارد.